# 大海寺之战
大海寺之战，616年（隋炀帝大业十二年）十月，翟让领导的瓦岗军在荥阳大海寺（今河南荥阳东北）地区，击败隋朝张须陀的作战。
李密曾随礼部尚书杨玄感起兵反隋，616年，瓦岗军在翟让领导下已发展成为河南地区最强的一支变民军。十月，李密投靠翟让后，建议瓦岗军席卷二京（长安、洛阳）、诛暴灭隋。当时瓦岗军粮食不足，仅靠夺取隋廷漕运来维持军需，于是，翟让采纳李密的计谋，决定先取荥阳郡（郡治今河南省郑州市），夺取粮仓，进一步壮大力量，然后再图进取。据此，翟让率军由瓦岗寨（今河南省滑县南瓦岗寨乡）西进，相继攻占金堤关（今河南省荥阳市东北）和荥阳郡大部县城，进逼荥阳郡城。隋炀帝命镇压山东地区多支变民军、号称“名将”的河南道十二郡讨捕大使张须陀为荥阳通守，率其精锐万余前往镇压。翟让利用张须陀轻视瓦岗军的骄傲心理，预先派兵千余人埋伏于大海寺北树林内，而以主力从正面迎敌。张须陀军以方阵进击，翟让率军接战后退，张须陀趁机追击十余里，至大海寺附近，瓦岗军伏兵骤起，将隋军包围。经过激战，大败隋军，杀张须陀，其副将贾务本受重伤后率余部五千余人逃走。瓦岗军乘胜攻占荥阳城，为夺取粮仓，发展壮大力量，创造了有利条件。